# Pomological Watercolor Collection

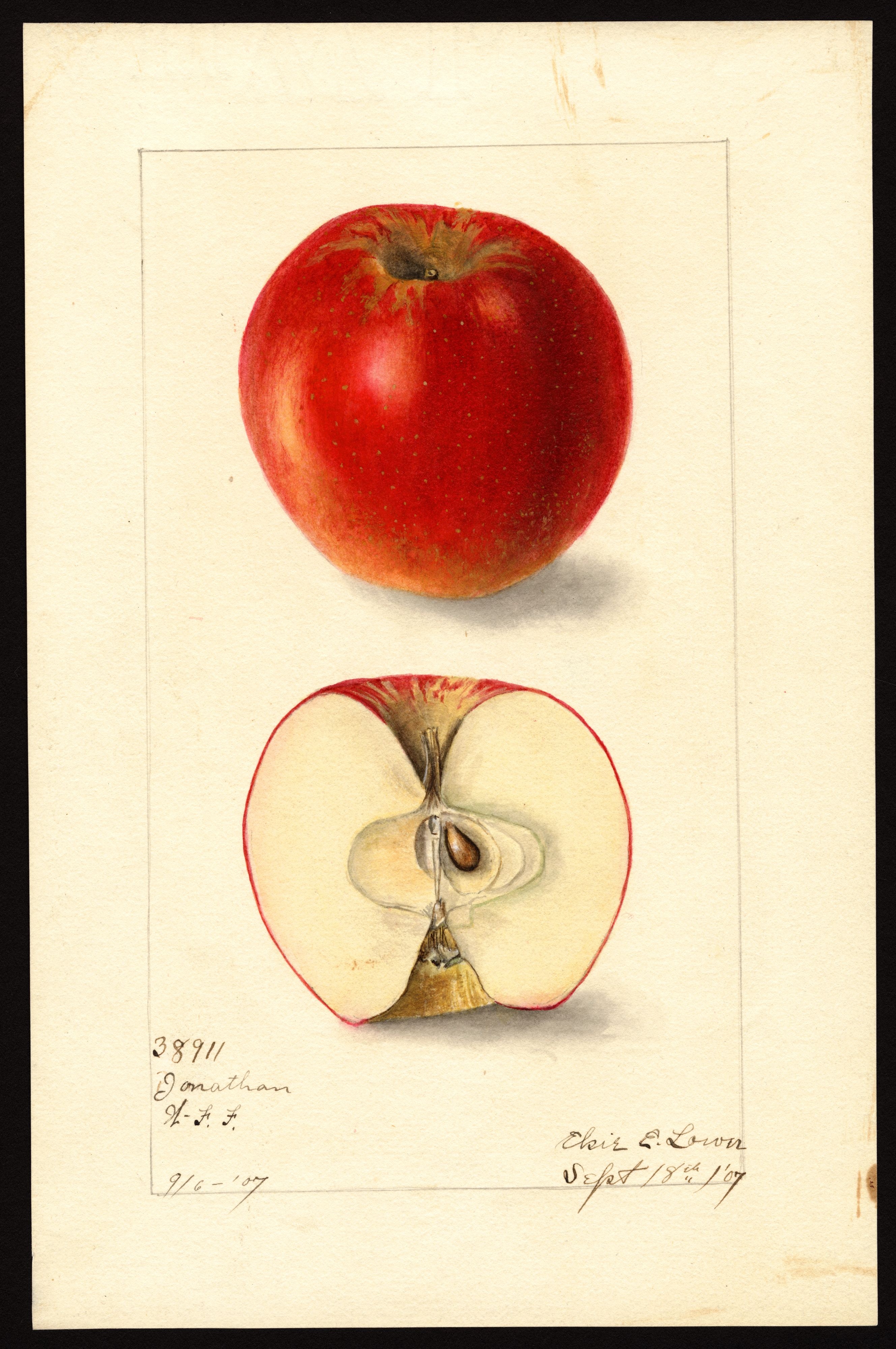
Äpple Jonathan

Pomological Watercolor Collection är en akvarellsamling med fruktmotiv som ägs av det amerikanska jordbruksdepartementet (USDA). De målades under en tid då färgfotografier inte klarade av att på ett naturtroget sätt återge färger.
I slutet av 1800-talet etablerades fruktodlingar i flera amerikanska stater och odlarna fick hjälp av USDA att välja lämpliga frukter att odla. 
Avdelningen för pomologi vid USDA bildades 1886 och samma år och fram till 1944 lät de 65 olika konstnärer, varav en tredjedel kvinnor, avbilda omkring 7 500 frukter och bär i naturlig storlek från hela världen. 
En enda konstnär, Deborah Griscom Passmore, målade mer än 1 500 av akvarellerna.
Omkring hälften av motiven är äpplen, men också päron och vindruvor är vanliga. Dokumentation av sjukdomar var en viktig del av uppdraget, som också omfattade 300 vaxmodeller.
Samlingen har digitaliserats och är sedan 2015 tillgänglig på internet.

## Bilder

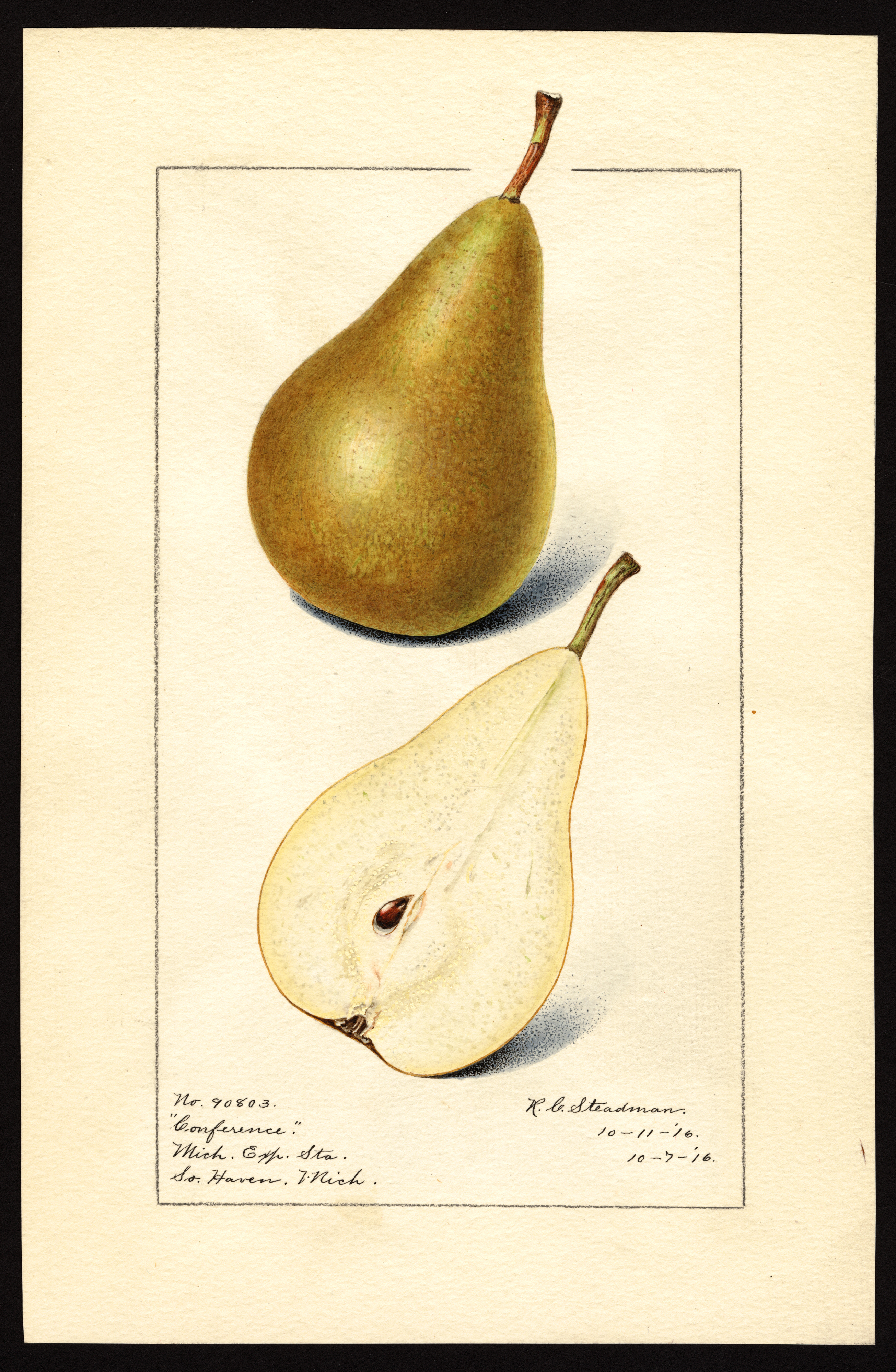
Päron Conference
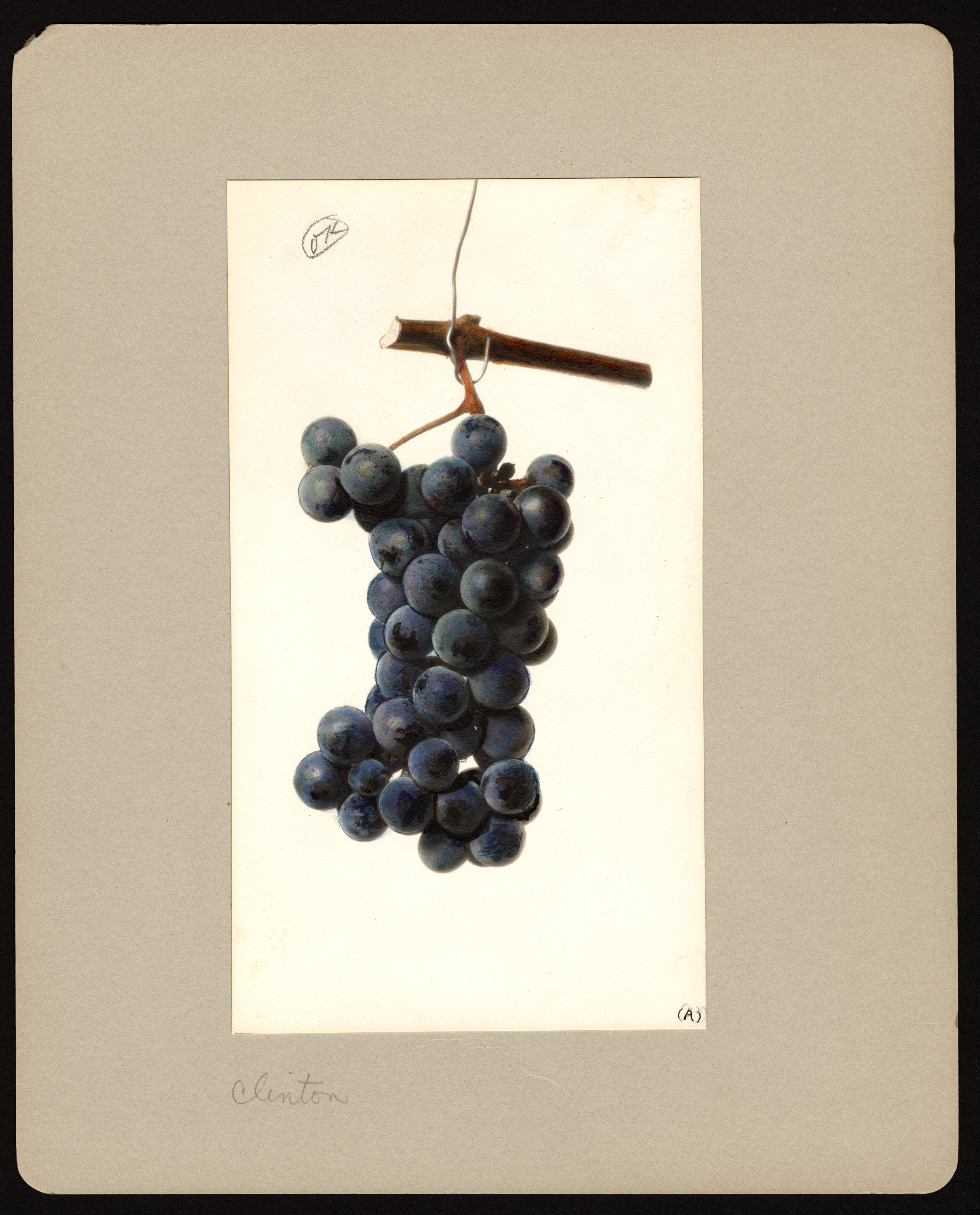
Vindruvor
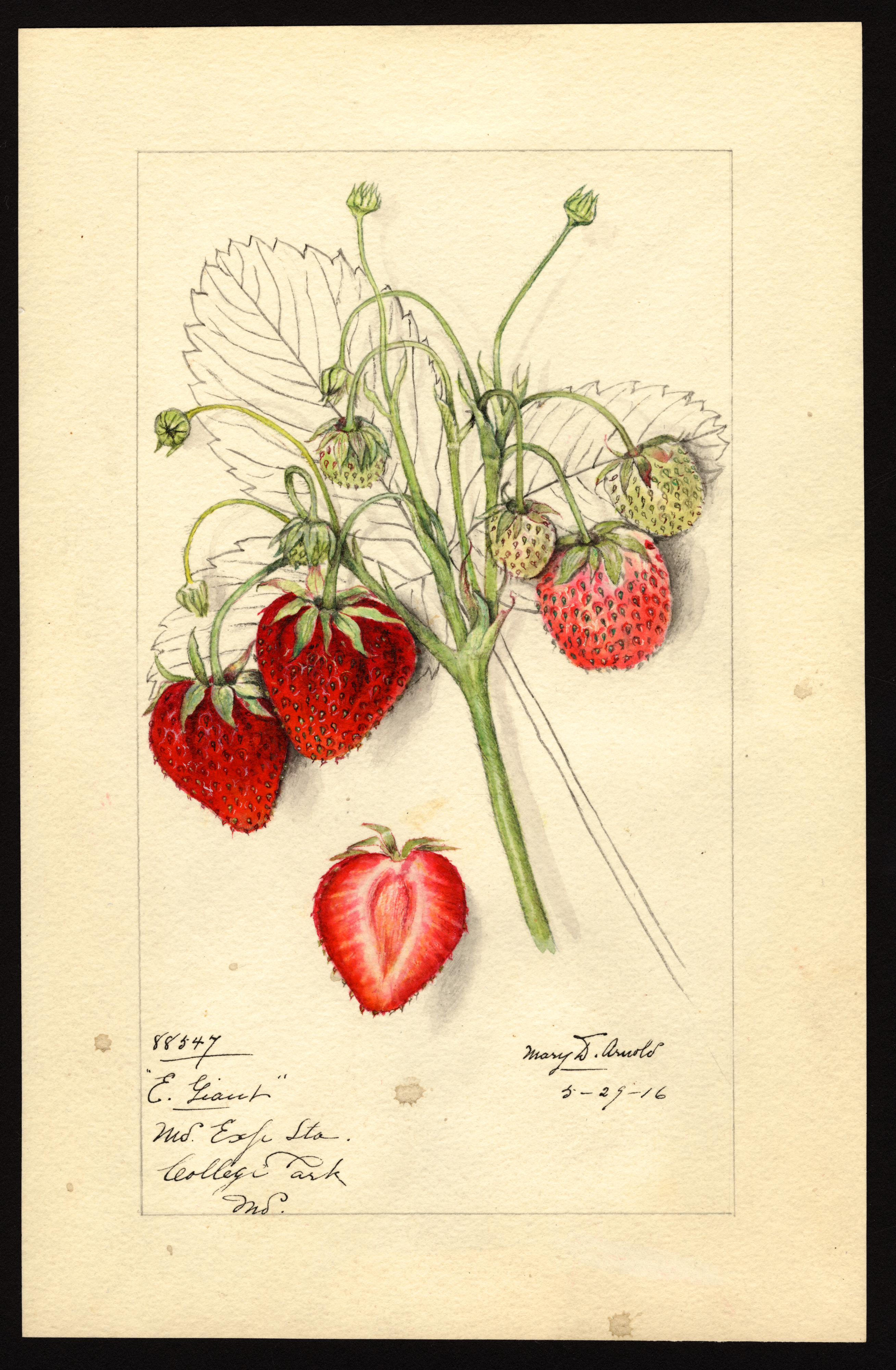
Jordgubbar
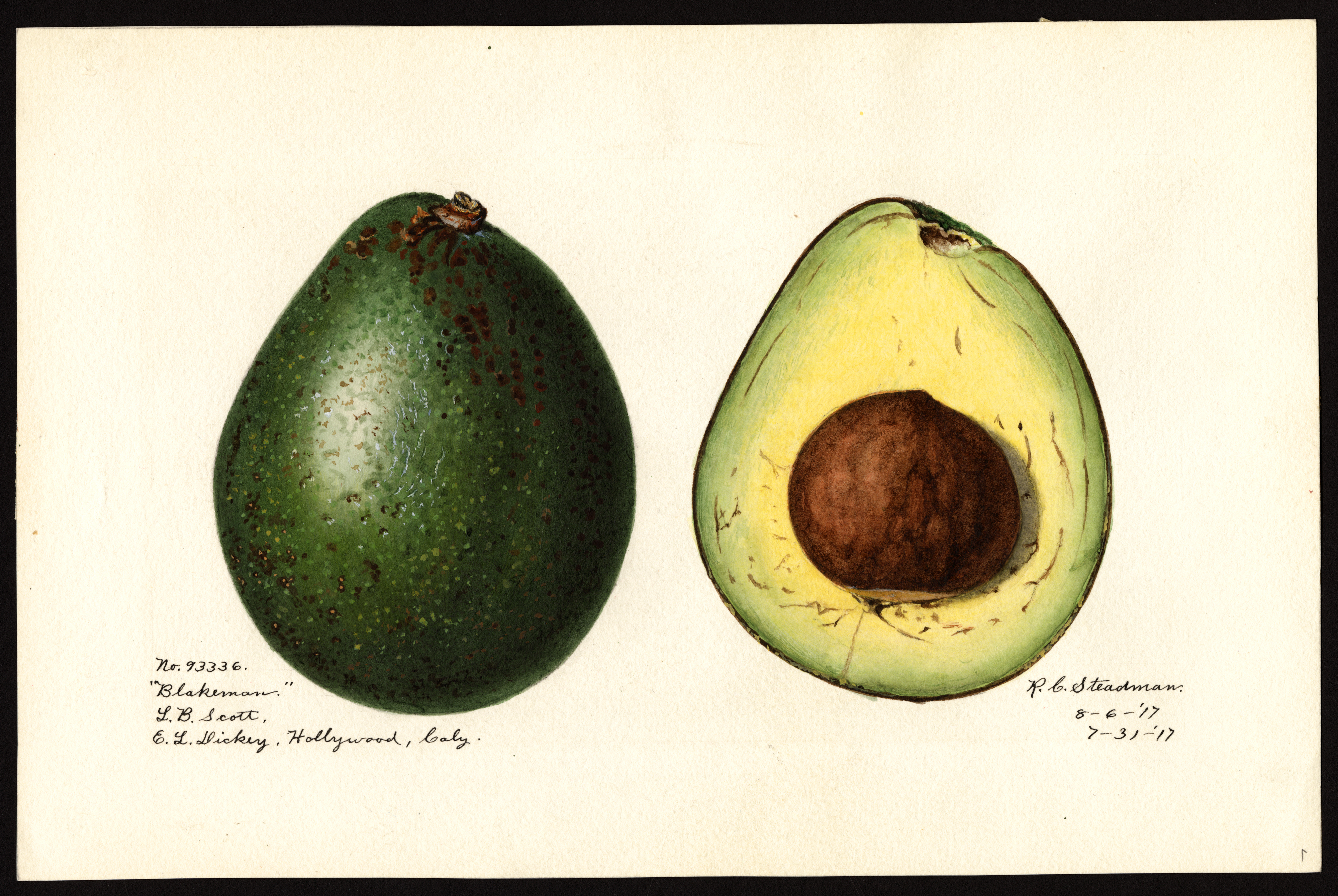
Avokado
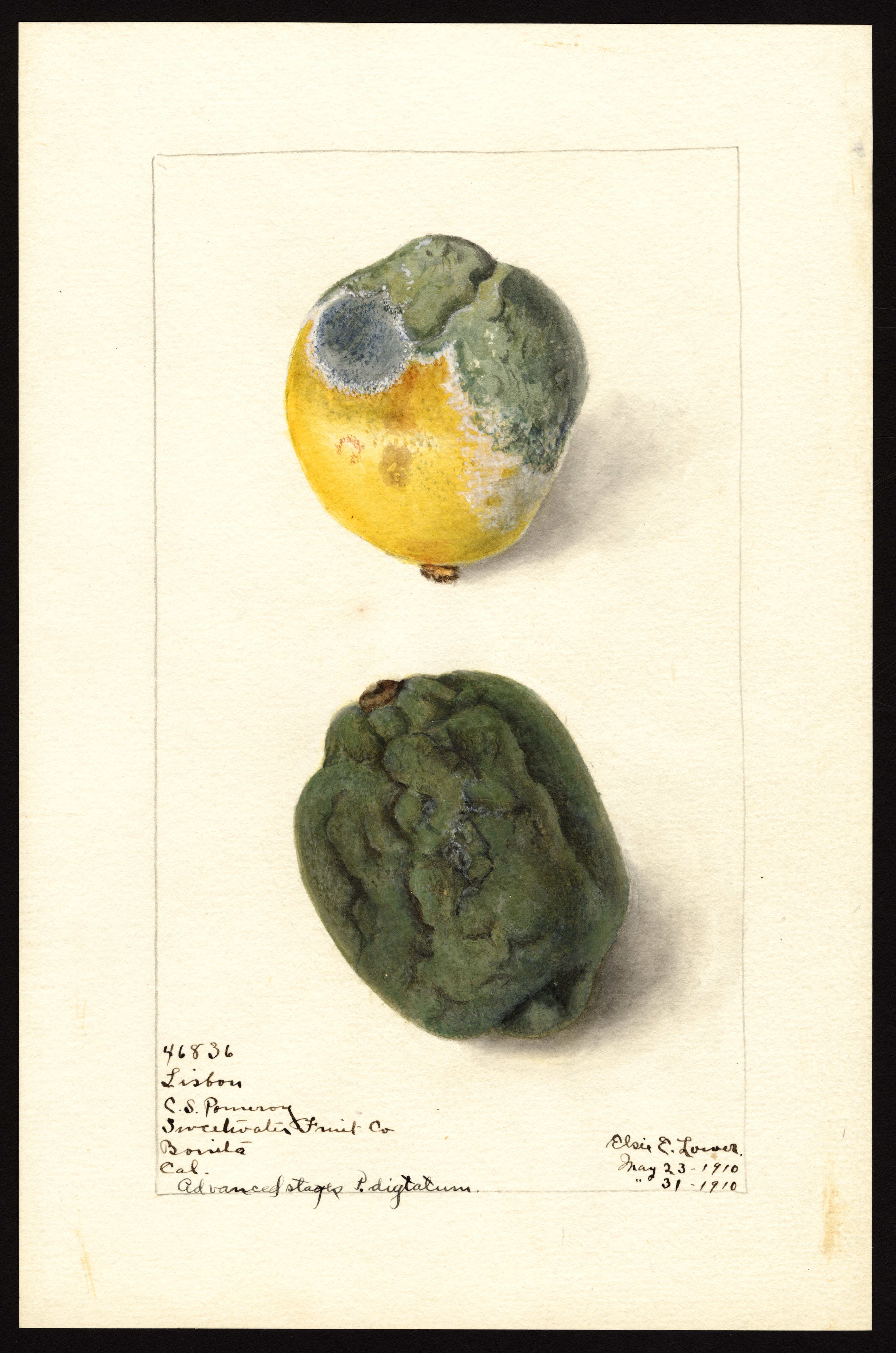
Mögelangripen citron